# La Cage (film, 1963)
Pour les articles homonymes, voir Cage (homonymie).
Pour plus de détails, voir Fiche technique et Distribution.
La Cage est un film franco-gabonais réalisé par Robert Darène et sorti en 1963.

## Synopsis
Après avoir terminé ses études en France, un jeune gabonais retourne chez lui, et se retrouve sous l'emprise d'une femme blonde.

## Fiche technique
- Titre : La Cage
- Autre titre : Mamy Watta
- Réalisation : Robert Darène
- Scénario : Marc Boureau et Philippe Mory
- Dialogues : Robert Darène, Georges de la Grandière et Jean Servais
- Photographie : Jacques Lang
- Décors : Jean-Marc Sabrou
- Musique : Camille Sauvage
- Montage : Georges Arnstam
- Production : Lions Films - Compagnie cinématographique du Gabon - Édition et diffusion cinématographique
- Pays de production :  France,  Gabon
- Durée : 90 minutes
- Date de sortie : 
  - France : 17 mai 1963

## Distribution
- Marina Vlady
- Jean Servais
- Philippe Maury
- Myriel David
- Colette Duval
- Alain Bouvette
- Marianne Foké

## Sélection
- Festival de Cannes 1963[2],[3]